# Sigismund-Glocke (Krakau)
Die Sigismund-Glocke (polnisch: Dzwon Zygmunt) ist die größte Glocke der Wawelkathedrale zu Krakau und eine Stiftung des Königs Sigismund I. des Alten.

## Geschichte

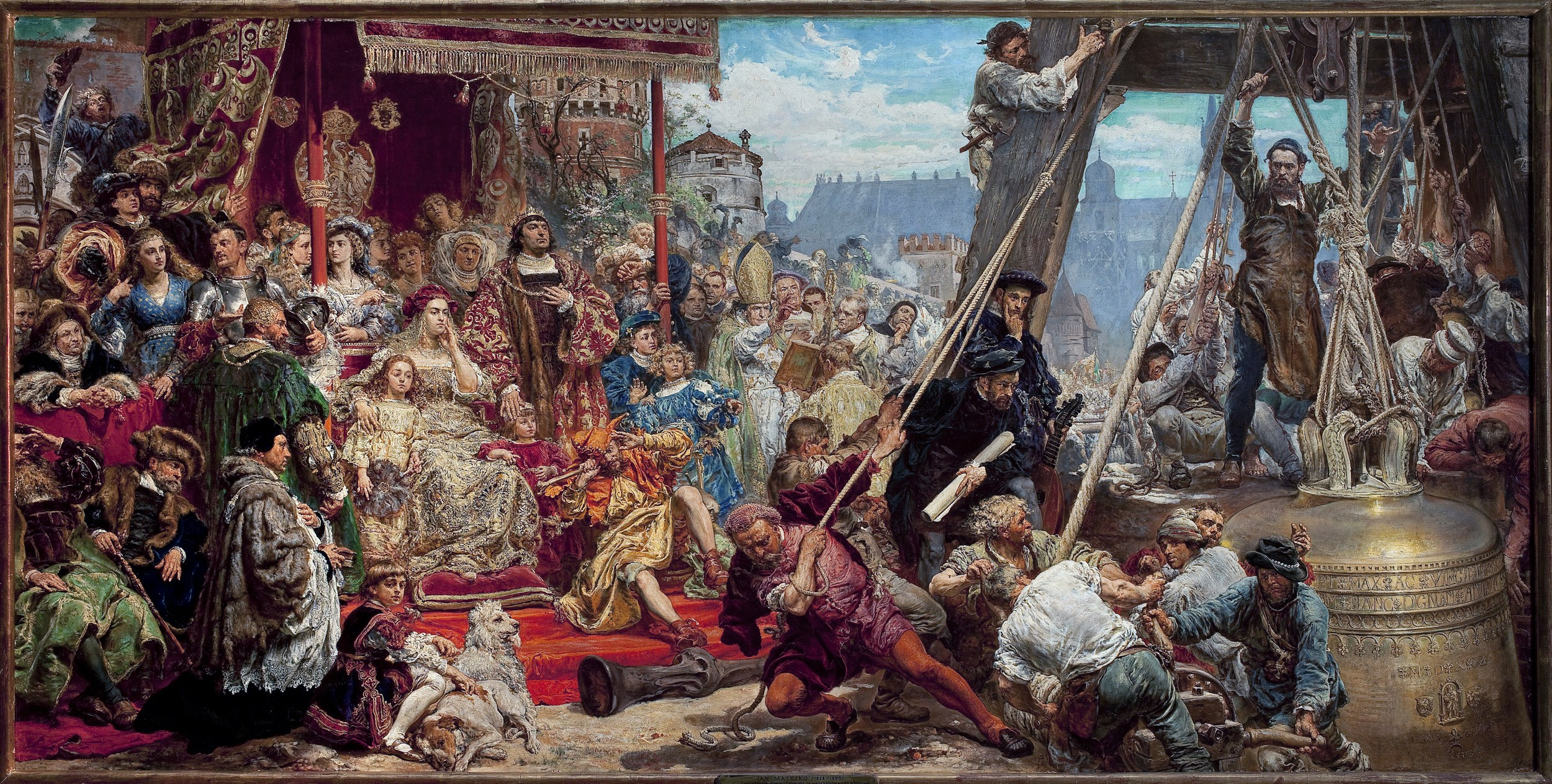
Jan Matejko: Das Aufhängen der Sigismund-Glocke 1521 in Krakau (1874)

Die Sigismund-Glocke (gotische Rippe) wurde im Jahre 1520 in Krakau von Hans Beheim dem Jüngeren (1480–1533), wahrscheinlich Sohn von Hans Beheim dem Älteren, aus Nürnberg gegossen. Am 13. Juli wurde sie binnen einer Stunde auf den Sigismundus-Glockenturm gezogen. Dies geschah unter Beobachtung des Königs und seiner Familie sowie des Hofes und der Krakauer Bürger. Die Sigismund-Glocke war jahrhundertelang die größte Glocke Polens, bis sie fast 500 Jahre nach ihrer Entstehung von den 15 und 11,6 Tonnen schweren Glocken der 2004 fertiggestellten Kirche in Licheń Stary auf den dritten Platz verdrängt wurde. Trotzdem ist die Sigismund-Glocke die bekannteste Glocke Polens.
Die Glocke wird zu allen Hochfesten und anderen besonderen Festtagen von zwölf ausgebildeten Glöcknern geläutet.
Dass das Läuten der Glocke gefährlich sein kann, zeigte sich in den 1920er-Jahren: Ein neuer Glöckner ließ das Seil nicht rechtzeitig los und wurde vom Schwung der Glocke am Seil hängend aus dem Turmfenster geschleudert. Das Seil schwang um die Ecke des Turms, dem Glöckner gelang es jedoch, sich mit den Füßen an der Wand abzustoßen, so dass er beim Zurückschwingen der Glocke wieder in den Turm gezogen wurde. Er blieb unverletzt. Seit dieser Zeit ist das Turmfenster auf Höhe der Sigismund-Glocke mit Maschendraht gesichert.

## Daten

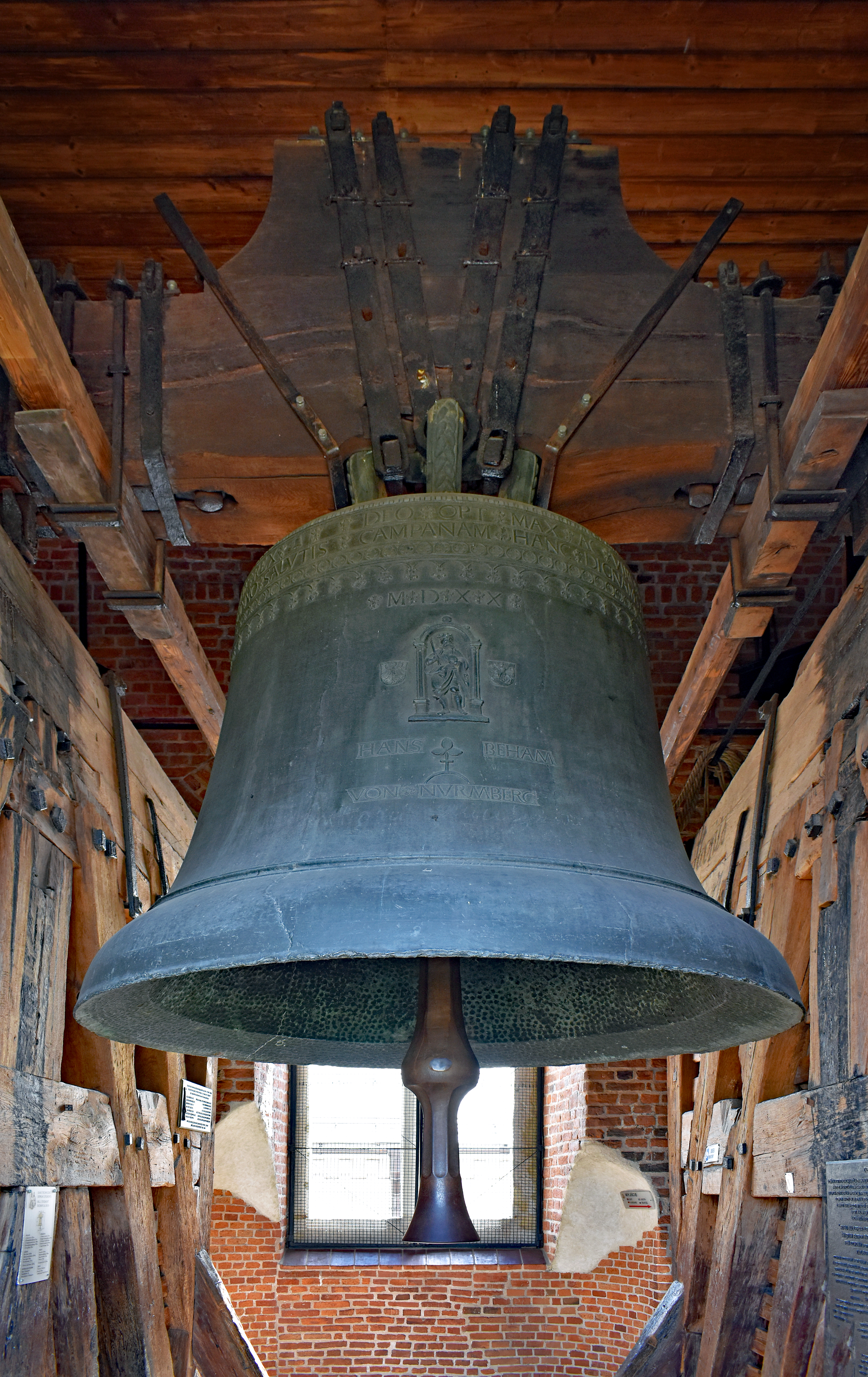
Sigismund-Glocke

- Schlagton: g0
- Masse Glocke: 9.650 kg
- Masse Klöppel: 365 kg
- Gesamthöhe: 241 cm
- Unterer Durchmesser: 242 cm
- Schlagringdicke: 20,2 cm
- Hauptinschrift:

DEO OPT MAX AC VIRGINI DEIPARAE SANCTISQUE PATRONIS SUIS DIVUS SIGISMUNDUS POLONIAE REX CAMPANAM HANC DIGNAM ANIMI OPERUMQUE AC GESTORUM SUORUM MAGNITUDINE FIERI FECIT ANNO SALUTIS MDXX
(Gott, dem Besten, dem Größten und der Jungfrau und Gottesmutter, und den heiligen Patronen, ließ Seine Göttlichkeit Sigismund, König von Polen, diese Glocke, würdig der Größe seiner Seele und seiner Werke, im Jahre der Erlösung, 1520, errichten.)

## Weitere Glocken der Kathedrale
Zum Geläut der Kathedrale zählten neben der Sigismund-Glocke ursprünglich noch vier weitere Glocken. Sie können wegen einer Besuchertreppe nicht mehr geläutet werden:
- Półzygmunt (Halbsigismund) von 1463, 189,3 cm unterer Durchmesser, ≈6.000 kg, d1
- Urban von 1757, 167,1 cm unterer Durchmesser, 2628 kg, h0[2]
- Kardynał von 1455, 159,3 cm unterer Durchmesser, ≈3.000 kg, es1
- Głownik von 1460, 139 cm unterer Durchmesser, ≈1.800 kg, es1

Die drei kleineren Silberglocken des 14. bis 17. Jahrhunderts sowie die Johannes-Paul-II.-Glocke von 2014 werden täglich geläutet. Sie befinden sich im Nordturm der Kathedrale:
- Goworek aus dem 15. Jahrhundert, 98,2 cm unterer Durchmesser, ≈750 kg, h1
- Nowak aus dem 14. Jahrhundert, 83,2 cm unterer Durchmesser, ≈420 kg, cis2
- Maciek von 1669, 71,8 cm unterer Durchmesser, ≈210 kg, cis2
- Johannes Paul II. von 2014, ≈500 kg, a1

## Trivia
Die Glocke ist Namensgeber des antarktischen Bell Zygmunt.